# Norbert Schemansky
Norbert "Norb" Schemansky (30 de maio de 1924—7 de setembro de 2016) é um americano, campeão mundial e olímpico em halterofilismo.
Schemansky foi o primeiro levantador de peso que ganhou quatro medalhas olímpicas. Ele fez sua estréia nos Jogos Olímpicos de 1948, em Londres, e ganhou uma medalha de prata na categoria de peso acima de 82,5 kg, atrás de seu compatriota John Davis. Quatro ano depois, em Helsinque, ganhou o ouro na categoria até 90 kg, a frente do soviético Gregori Novak. Ficou fora dos Jogos Olímpicos de 1956 por causa de uma lesão nas costas. Em 1960, em Roma, ganhou a medalha de bronze na categoria acima de 90 kg, atrás de Iuri Vlassov, da União Soviética, e de James Bradford, também americano. Em 1964, em Tóquio, em sua quarta Olimpíada, aos 40 anos, Schemansky novamente ganhou o bronze na categoria acima de 90 kg, atrás dos soviéticos Leonid Jabotinski e de Iuri Vlassov.
Entre 1947 e 1964 Schemansky ganhou sete medalhas nos campeonatos mundiais, três das quais de ouro. Em 1955, no México, ganhou o ouro nos Jogos Pan-Americanos.
Definiu 16 recordes mundiais ao longo de sua carreira — dois no desenvolvimento (movimento-padrão abolido em 1973), cinco no arranco, seis no arremesso e três no total combinado. Em 28 de abril de 1962, em Detroit, com a idade de 37 anos e 333 dias, Schemansky tornou-se o homem mais velho na história do levantamento de peso que definiu um recorde mundial oficial, ao levantou 164 kg no arranque.
Em 1997 foi eleito para o Weightlifting Hall of Fame.